# بابونج ألماني
البابونج الألماني  أو بابونج أو عين القط أو تفاح الأرض أو حَدَق البقر أو قُرّاصة أو فراخ أم علي أو بابونج البقر أو كافورية أو شجرة مريم أو أُقْحوان أو نوّار الربيع أو عُنْصَيف  أو فليه أو ربيان أو زفيرة أو دقيقة (الاسم العلمي: Matricaria chamomilla) ويعرف اختصارًا بالبابونج نوع نباتي عشبي حولي من جنس البابونج. النبات ذو رائحة عطرية زكية وهو ذو فائدة طبية كبيرة.

## الوصف النباتي
يتراوح طوله ما بين 5-15 سم، وسوقه رقيقة دقيقة سريعة النمو ومتفرعة بدون انتظام ويندر أن تكون منتصبة، مغطاة بزغب قليل.
والأوراق متبادلة غير معنقة طويلة كأوراق النجيليات ريشية ثنائية أوثلاثية التشقق، والتشقق عميق وتنمو من القاعدة وتتواجد في النصف العلوي من النبات وهي رقيقة يصل عرض الواحدة منها إلى حوالي 5 ملم، والزهرة ثنائية الجنس والأزهار عديدة متراصة ولونها أصفر يصل قطرها إلى حوالي 5ملم لها غدد قليلة أنبوبية على الخارج تشبه الجرس أو القبة من أعلى، والأزهار الشعاعية تتراوح ما بين 12-20 وهي أنثوية. وطرف التويج بيضاوي له ثلاثة أسنان، وهو عن القمة أبيض والأفرع الميسمية منحنية إلى الوراء ولها أطراف شبيهة بالفرشة ومن الجدير بالذكر أن النبات يزهر بعد 6-8 أسابيع من إنباته.

## الموئل والانتشار
موطنه المشرق العربي والمغرب العربي وتركيا والقوقاز وكل أنحاء أوروبا تقريبًا.
عرف البابونج منذ القدم. ينمو نبات البابونج في البيئات ذات التربة الخصبة مثل بعض الروضات والمنحدرات المائية من الجبال، وفي الحقول وعلى أطراف الأودية.

## المركب الفعال
تحتوي أزهار البابونج على زيت طيار تصل نسبته إلى 1.5% من الأزهار الجافة ويستخرج الزيت باستخدام طريقة التقطير بالبخار. وزيت البابونج سائل لزج ثقيل القوام لونه أزرق يتجمد بالتبريد في درجة الصفر المئوي وله رائحة البابونج المعروفة. والمادة الفعالة الموجودة من بين هذه المحتويات للزيت هي مادة كامآزولين وهي التي تكسب البابونج تأثيره الشافي، وهو أزرق اللون ويخرج من البابونج إذا ما صنع الشاي منه أو إذا ما جرى تعريض أزهاره لبخار الماء في المختبرات، وهو مركب عضوي هيدروكربوني، واسم الأزولين مشتق من كلمة أزول الأسبانية وتعني زرقاء، والكامآزولين مادة داكنة صلبة وبلورية.
كما يحتوي الزيت الطيار على مركبات: جيآزولين والفابايسابولو (alpha bisabolol) وبايسابول أوكاسيد A (Bisabolol oxide A) وبايسابولول اوكاسيد B (Bisabolol oxide B) وبايسابولون اوكاسيد A (Bisabolone oxeide A) وبيتا ترانس فارنسين (Beta - trans - Farnesene) وسباثولينول (Spathulenol) كما تحتوي الأزهار على فلافونيرات أهمها فلافون جلاكيزويد (Flavone glycosides)، واجلايكون ايجتين (Aglycones apigenin)، وليوتيولين (Luteoline) وكريزوريول (Crysoeriol)، وفلانونول جلايكوزيد (Flavonol glycosidec) وكويرستين (Quercetin) وايزو رهامتين (iserhamntin) وروتين (Rutin). كما تحتوي الأزهار على هيدروكسي كومارين (Hydroxycoumarins) وأهم مركباتها امبيليفيرون (Umbeliferone) وهيرنيارين (Herniarin) وكذلك مواد هلامية بنسبة 10%.

## طالع أيضًا
- بيسابولول